# Patrolowce projektu SKS-40
Patrolowce projektu SKS-40 – seria dwóch polskich jednostek patrolowych zbudowanych w latach 1990–1992 w Stoczni Wisła w Gdańsku, pierwotnie dla urzędów morskich, przekazanych następnie Straży Granicznej (SG). Jednostki przeznaczone są do patrolowania i ochrony morskiej granicy państwa, ochrony zewnętrznych granic Unii Europejskiej oraz usuwania zanieczyszczeń z powierzchni wody.

## Zamówienie i budowa
Pierwszą jednostkę z serii – „Kaper-1” o numerze budowy SKS-40/1 zwodowano 8 czerwca 1990 roku, zaś 21 stycznia 1991 roku na patrolowcu podniesiono banderę Urzędu Morskiego w Gdyni. W lipcu 1991 roku zwodowano drugą jednostkę „Kaper-2” o numerze budowy SKS-40/2.
1 sierpnia 1991 roku wraz z powstaniem Morskiego Oddziału Straży Granicznej (MOSG) podjęto decyzje by przekazać obie jednostki do nowo utworzonej formacji. „Kaper-1” wszedł w skład Kaszubskiego Dywizjonu Straży Granicznej w Gdańsku-Westerplatte 23 października 1991 roku, otrzymując numer burtowy SG-311. „Kaper-2” przyjęty został do Straży Granicznej 3 kwietnia 1992 roku, otrzymując numer burtowy SG-312. Wcielono go do ówczesnego Bałtyckiego Dywizjonu Straży Granicznej w Kołobrzegu, obecnie znajduje się w siłach Pomorskiego Dywizjonu Straży Granicznej w Świnoujściu. Do czasu wprowadzenia patrolowca Generał Józef Haller (SG-301) w 2023 roku były to największe jednostki pływające Straży Granicznej.
| Numer burtowy | Nazwa   | Wodowanie      | Wejście do służby    | Los jednostki |
| ------------- | ------- | -------------- | -------------------- | ------------- |
| SG-311        | Kaper-1 | 8 czerwca 1990 | 23 października 1991 | w służbie     |
| SG-312        | Kaper-2 | lipiec 1991    | 3 kwietnia 1992      | w służbie     |

## Konstrukcja

### Opis ogólny
Patrolowce projektu SKS-40 to jednostki wybudowane w klasycznym układzie kadłuba o wyporności pełnej 414 ton. Jednostki mają długość całkowitą 42,6 m, zaś długość między pionami wynosi 38,76 m. Szerokość konstrukcyjna kadłuba wynosi 7,7 m, natomiast szerokość całkowita kadłuba to 8,37 m (wraz z odbojnicami). Zanurzenie konstrukcyjne wynosi 2,8 m, zaś pełne 2,95 m. Napęd stanowią dwa silniki napędzające dwie śruby napędowe, które pozwalają osiągnąć prędkość maksymalną 17,6 węzła. Zasięg wynosi odpowiednio 2800 mil morskich na jednym silniku i 1200 mil morskich na dwóch. Załogę stanowi 14 osób.

### Modernizacja
Przez większość służby patrolowce nie przechodziły głębokich modernizacji. Pewne zmiany dotyczyły instalacji nowego systemu łączności oraz nawigacji w celu zintegrowania obu jednostek z systemem ZSRN – Zautomatyzowanego Systemu Radarowego Straży Granicznej. SG starała się w latach 2007–2009 o pozyskanie dwóch fabrycznie nowych jednostek patrolowych o większych możliwościach niż używane jednostki SKS-40, jednak plan ten nie został zrealizowany. Poszukiwania następcy patrolowców proj. SKS-40 wynikało z nałożenia większego zakresu obowiązków na MOSG, w tym zwalczania zanieczyszczeń na morzu i patrolowania granic morskich Rzeczypospolitej Polskiej. Finalnie po fiasku planów zakupu nowych jednostek, zdecydowano się na głęboką modernizację patrolowców SKS-40 w taki sposób, aby były zdolne do realizacji tych zadań.
W wyniku prac modernizacyjnych prowadzonych w latach 2014–2015 „Kaper-1”, a w 2016 roku „Kaper-2” zaopatrzone zostały w specjalistyczne wyposażenie, przeznaczone do usuwania zanieczyszczeń z powierzchni wody. Składa się na nie: zapora przeciwrozlewowa, zestaw do zbierania zanieczyszczeń ropopochodnych oraz zbiorniki do ich przechowywania w ładowni. Na rufie jednostek zamontowano żurawie hydrauliczne, przeznaczona do obsługi łodzi motorowej oraz instalacji do usuwania zanieczyszczeń. Dodatkowo przebudowano wówczas sterówki i pomieszczenia załogi, zmodernizowano systemy nawigacji, przeciwpożarowe oraz urządzenia siłowni.